# هرمان سبرينغر
هرمان سبرينغر هو لاعب كرة قدم سويسري، ولد في 4 ديسمبر 1908 في زيورخ في سويسرا، وتوفي في 12 ديسمبر 1978. شارك مع منتخب سويسرا لكرة القدم. أما مع النوادي، فقد لعب مع نادي غراسهوبر زيوريخ.

## وصلات خارجية
- هرمان سبرينغر على موقع الاتحاد الدولي (مؤرشف)  (الإنجليزية)
- هرمان سبرينغر على موقع قاعدة بيانات كرة القدم.إي يو (الإنجليزية)
- هرمان سبرينغر على موقع ناشيونال فوتبول تيمز (الإنجليزية)
- هرمان سبرينغر على موقع Soccerway.com (الإنجليزية)
- هرمان سبرينغر على موقع عالم كرة القدم.نت (الإنجليزية)